# Centro Chewal
Centro Chewal är en ort i Mexiko.   Den ligger i kommunen Chilón och delstaten Chiapas, i den sydöstra delen av landet, 800 km öster om huvudstaden Mexico City. Centro Chewal ligger 1 188 meter över havet och antalet invånare är 170.
Terrängen runt Centro Chewal är kuperad. Runt Centro Chewal är det glesbefolkat, med 16 invånare per kvadratkilometer. Närmaste större samhälle är Yajalón, 16,7 km norr om Centro Chewal. I omgivningarna runt Centro Chewal växer i huvudsak städsegrön lövskog.